# Оксид калия
Оксид калия (окись калия) — бинарное неорганическое бледно-жёлтое, иногда бесцветное вещество, имеющее химическую формулу K2O. Относится к классу основных оксидов. Содержится в некоторых видах удобрений и цемента.

## Химические свойства
Химически активное вещество. На воздухе расплывается, поглощает СО2, образуя карбонат калия:
{\displaystyle {\mathsf {K_{2}O+CO_{2}\longrightarrow K_{2}CO_{3}}}}
Бурно реагирует с водой, образуя гидроксид калия:
{\displaystyle {\mathsf {K_{2}O+H_{2}O\longrightarrow 2KOH}}}
Реагирует со спиртом, с эфиром. Энергично взаимодействует с галогенами, расплавленной серой, разбавленными кислотами, образуя различные соединения калия.

## Получение
Оксид калия производят взаимодействием кислорода и калия, в результате реакции образуется пероксид калия, K2O2. Обогащением пероксида калием получают оксид:
{\displaystyle {\mathsf {K_{2}O_{2}+2K\longrightarrow 2K_{2}O}}}
Более удобным способом является нагревание нитрата калия с металлическим калием:
{\displaystyle {\mathsf {2KNO_{3}+10K\longrightarrow 6K_{2}O+N_{2}\uparrow }}}
Гидроксид калия не может быть обезвожен до оксида.